# Funzione di Marcum
In statistica, la Funzione di Marcum {\displaystyle Q_{M}} è definita come: 
{\displaystyle Q_{M}(a,b)=\int _{b}^{\infty }x\left({\frac {x}{a}}\right)^{M-1}\exp \left(-{\frac {x^{2}+a^{2}}{2}}\right)I_{M-1}\left(ax\right)dx}
con {\displaystyle I_{M-1}} funzione modificata di Bessel di ordine  M − 1. Una definizione alternativa è:
{\displaystyle Q_{M}(a,b)=\exp \left(-{\frac {a^{2}+b^{2}}{2}}\right)\sum _{k=1-M}^{\infty }\left({\frac {a}{b}}\right)^{k}I_{k}\left(ab\right)}
La Funzione di Marcum è utilizzata ad esempio come funzione di ripartizione per la distribuzione {\displaystyle \chi ^{2}} non centrale e per la distribuzione di Rice.